# Aizkraukle (novads)
Aizkraukle (en letton : Aizkraukles novads) est une municipalité de Lettonie, située dans la région de Vidzeme, dont le chef-lieu est Aizkraukle.

## Géographie

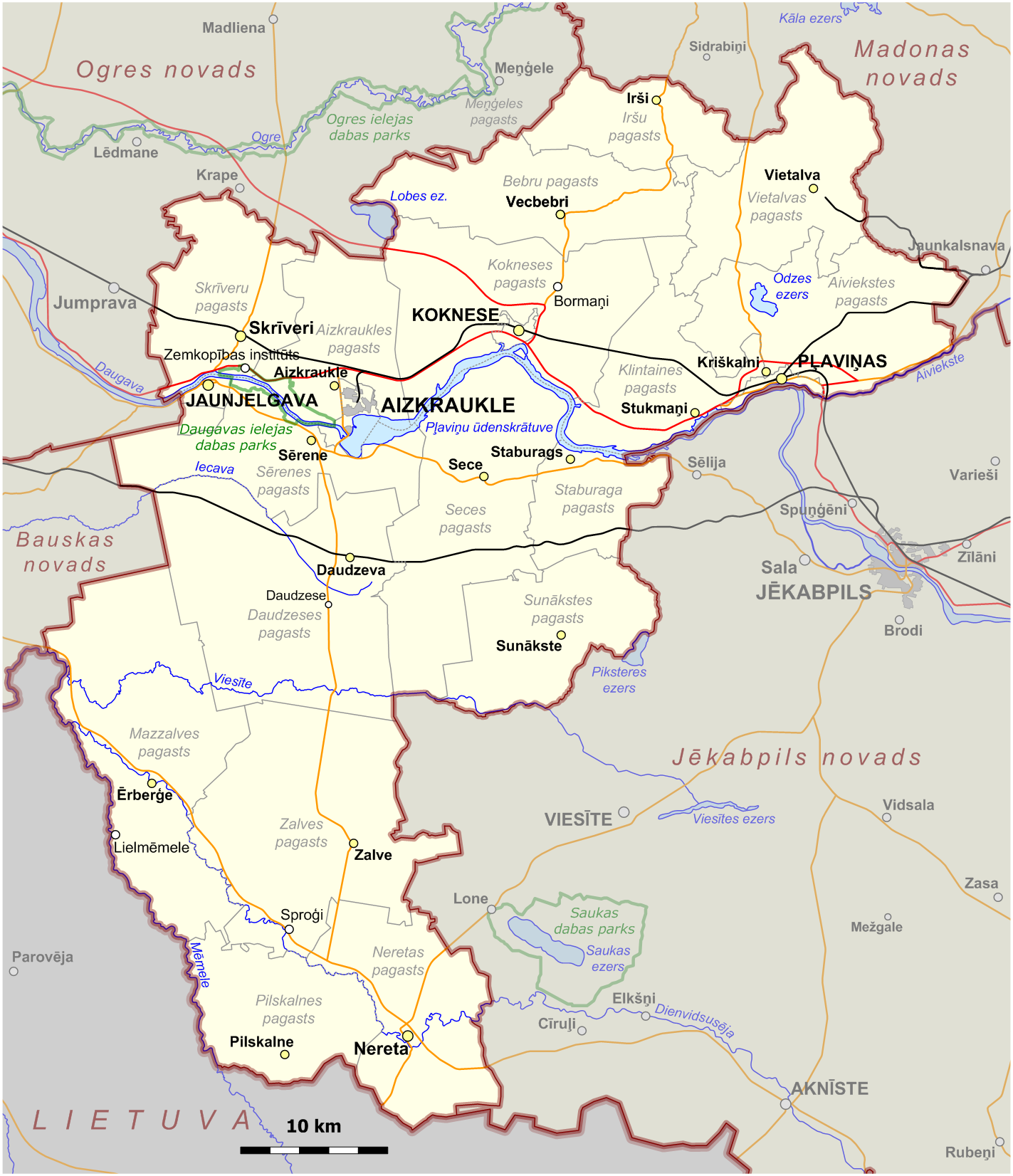
Carte de la municipalité d'Aizkraukle.

La municipalité s'étend sur 2 274,26 km2 dans le sud de la Lettonie et est frontalière de la Lituanie. Son territoire est traversé en son milieu par la Daugava qui arrose notamment Koknese, où elle reçoit la Perse, Aizkraukle et Jaunjelgava.

### Municipalités limitrophes
|        | Ogre              | Madona              |
| Bauska | Aizkraukle        | Jēkabpils           |
|        | Biržai (Lituanie) | Rokiškis (Lituanie) |

## Histoire
La municipalité est créée en 2001 par la fusion de la ville d'Aizkraukle avec la paroisse du même nom.
Le 1er juillet 2021, à la suite d'une réforme administrative et territoriale, elle est agrandie par la réunion à son territoire des anciennes municipalités de 
Jaunjelgava, Koknese, Nereta, Pļaviņas et Skrīveri.

## Démographie
En 2010, la population s'élevait à 10 043 habitants. En 2024, après la fusion avec les municipalités voisines, la population s'élevait à 28 618 habitants.